# Chick Strand
Mildred "Chick" Strand (San Francisco (California), 3 de diciembre de 1931-11 de julio de 2009) fue una cineasta experimental estadounidense «pionera en la mezcla de técnicas de vanguardia con el documental».
Chick Strand contribuyó al movimiento del cine experimental femenino a principios de los años 1960-1970. El enfoque de la realización y dirección de películas de Strand incorpora elementos personales de sus propias experiencias de vida y de las fuerzas y realidades de la sociedad. La película Elasticity (1976) es un ejemplo de los intentos de Strand en el trabajo autobiográfico que también incorpora el punto de vista específico de Strand sobre ciertas cuestiones sociales.

## Biografía
Nacida Mildred D. Totman en el norte de California, su padre le puso el apodo de «Chick». Se casó con su primer marido, Paul Anderson Strand, en 1957, y tuvieron un hijo, el editor de cine Eric Strand, más conocido por su trabajo en Donnie Darko. Chick Strand estudió antropología en Berkeley, y a principios de los años 1960 organizó happenings cinematográficos con Bruce Baillie. Baillie enseñó a Chick Strand la técnica básica de cine para poder lanzar proyectos juntos. Antes de involucrarse en la realización de películas, Strand se interesó en la fotografía y los collages ya que había realizado un curso de fotografía en sus juventud. En 1961, Strand fundó Canyon Cinema News, una revista mensual de cineastas que se convirtió en un punto focal para el movimiento de cine independiente de la Costa Oeste. Strand y Baillie, entre otros, fundaron Canyon Cinema en 1967, un colectivo de cineastas. Chick Strand hizo su primera película a los 34 años.
Strand conoció a su segundo marido, Neon Park, un artista, a principios de los 1960 en Berkeley. Fueron colaboradores en el trabajo y la vida durante más de 30 años, dividiendo su tiempo entre Los Ángeles y San Miguel de Allende, un pequeño pueblo de México. Neon Park murió de esclerosis lateral amiotrófica (ELA) en 1993. En 1966 Strand se inscribió en el programa de etnografía de la UCLA, y después de graduarse en 1971 enseñó durante 24 años en el Occidental College. Durante su estancia en México, Strand hizo películas documentales sobre la gente que conoció allí. En años posteriores se dedicó también a la pintura.

## Obra
La obra de Chick Strand durante los decenios de 1960, 1970 y 1980 influyó en la posterior era de la subjetividad y el cine etnográfico de los años 1990. Las películas que produjo durante los decenios de 1960 y 1970 reflejaron la atmósfera cultural y política de los Estados Unidos durante ese período, lo que dio lugar a que las cintas expresaran matices liberales y radicales que se ponen de manifiesto en el carácter exploratorio de las mismas. Strand utilizó imágenes en el cine para proyectar su creencia en la relatividad cultural y la importancia del contexto.
Mosori Monika (1969) es un documental sobre el colonialismo en Venezuela, contado desde el punto de vista de una anciana warao, una monja franciscana y la propia cineasta. Otras películas sobre América Latina son Cosas de mi vida (1976), Guacamole (1976) y Mujer de Milfuegos (1976) Las películas etnográficas de Strand se distinguen por su compleja superposición de sonido e imagen, y la yuxtaposición de imágenes y sonidos encontrados con imágenes originales. Obras posteriores incluyen Cartoon le Mousse (1979), Fever Dream (1979) y Kristallnacht (1979). Fake Fruit Factory (1986) está incluida en el DVD Treasures IV: American Avant-Garde Film, 1947-1986 de la National Film Preservation Foundation. Soft Fiction (1979) es un cortometraje que incluye varias narraciones personales, contadas desde el punto de vista de cinco mujeres, la mayoría de ellas sobre sus experiencias sexuales y sensuales.
Sus películas se han proyectado en el Museo de Arte Moderno (MoMa) y en la Tate. Una de las primeras películas promocionales de Sears, hecha con Pat O'Neill y Neon Park, se encuentra junto con su obra completa en la colección de la Academia de Artes y Ciencias Cinematográficas. El Archivo de la Academia de Cine ha conservado varias películas de Strand, incluyendo Cartoon Le Mousse, Eric and the Monsters y Fever Dream. En 2011, Fake Fruit Factory fue seleccionada para el Registro Nacional de Cine.

## Filmografía
| - 1964 - Eric and the Monsters - 1966 - Angel Blue Sweet Wings - 1967 - Anselmo - 1967 - Waterfall - 1970 - Mosori Monika - 1976 - Cosas de mi Vida - 1976 - Elasticity - 1976 - Guacamole - 1976 - Mujer de Milfuegos (Woman of a Thousand Fires) - 1979 - Cartoon le Mousse | - 1979 - Fever Dream - 1979 - Kristallnacht - 1979 - Loose Ends - 1979 - Soft Fiction - 1986 - Anselmo and the Women - 1986 - Artificial Paradise - 1986 - By the Lake - 1986 - Coming up for Air - 1986 - Fake Fruit Factory - 1995/2011 - Señora con Flores / Woman with Flowers |